# Ameristar Jet Charter
Ameristar Jet Charter, Inc. (mã ICAO = AJI) là hãng hàng không vận chuyển hàng hóa của Hoa Kỳ, trụ sở ở Dallas, Texas. Hãng có các dịch vụ vận chuyển hàng hóa theo yêu cầu, máy bay taxi, và môi giới cho các hãng hàng không chở hàng hóa lớn. Căn cứ chính của hãng ở Sân bay Addison, bắc Dallas, và căn cứ khác ở Sân bay Ypsilanti Michigan và Sân bay quốc tế El Paso.

## Lịch sử
Ameristar Jet Charter được thành lập và bắt đầu hoạt động từ năm 1988, do Tom Wachendorfer Jr. làm chủ (chủ tịch hãng).

## Tai nạn
- Ngày 24.8.2001: Máy bay Bombardier Learjet 25 của hãng bay từ Ithaca điJackson đã bị rớt sau khi cất cánh từ phi đạo số 32 ở Sân bay Ithaca. Cả hai viên phi công đều tử nạn.
- Ngày 19.9.2003: máy bay Bombardier Learjet 25 (chuyến bay 982) bay từ El Paso đi Del Rio đã chạy quá cuối phi đạo khi đáp xuống, băng ngang phố Johnson và lao vào nghĩa trang Masonic. Một phi công tử thương, viên phi công khác bị thương nặng.
- Ngày 9.1.2007: Máy bay Bombardier Learjet 24 (chuyến bay 878) bay từ Laredo đi Guadalajara đã bị rớt khi tới gần phía đông Guadalajara (cách khoảng 18,8 dặm). Cả hai phi công đều tử thương.

## Đội máy bay
(Tháng 3/2007):
- 10 Bombardier Learjet 24
- 5 Bombardier Learjet 25
- 13 Dassault Falcon 20
- 1 Boeing 737-200